# Amas de la Grande Ourse
L'amas de la Grande Ourse, également connu sous les noms de Ursa Major I Cluster et UMa I ClG, est un amas de galaxies situé à environ 60 millions d'années-lumière de la Terre, dans la constellation de la Grande Ourse. Il fait partie du superamas de la Vierge. Il a une luminosité équivalant à 30 % de celle de l'amas de la Vierge, pour 5 % de la masse de ce dernier.